# شرم (رمان نسرین)
شرم یا لجه( بنگالی: লজ্জা Lôjja ) رمانی به زبان بنگالی از تسلیمه نسرین ، نویسنده بنگلادشی است. کلمه lajja / lôjja در بنگالی و بسیاری از زبانهای دیگر هند و آریایی به معنی "شرم" است . این کتاب برای اولین بار در سال 1993 به زبان بنگالی منتشر شد و متعاقباً در بنگلادش توقیف شد.   با این وجود طی شش ماه پس از انتشار ، پنجاه هزار نسخه از آن فروخته شد ،  البته تسلیمه پس از تهدید به مرگ از سوی گروه های اسلامی ، از بنگلادش زادگاه خود مهاجرت کرد. 
نسرین کتاب "را به مردم شبه قاره هند " تقدیم کرده ، و متن را با کلمات "اجازه دهید نام دیگرِ دین، اومانیسم باشد" آغاز می‌کند. رمان با مقدمه و گاهشماری از وقایع آغاز می‌شود.